# Epomophorinae
De Epomophorinae zijn een onderfamilie van vleermuizen uit de familie van de vleerhonden (Pteropodidae). De familie telt elf geslachten, verdeeld over vier tribus.
| - Tribus Scotonycterini - Casinycteris - Scotonycteris - Tribus Plerotini - Plerotes | - Tribus Epomophorini - Epomophorus - Epomops - Hypsignathus - Micropteropus - Nanonycteris | - Tribus Myonycterini - Lissonycteris - Megaloglossus - Myonycteris |